# Мезія

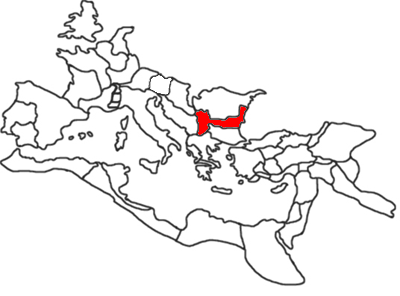
Мезія на мапі римських провінцій

Нижня Мезія у 125 році

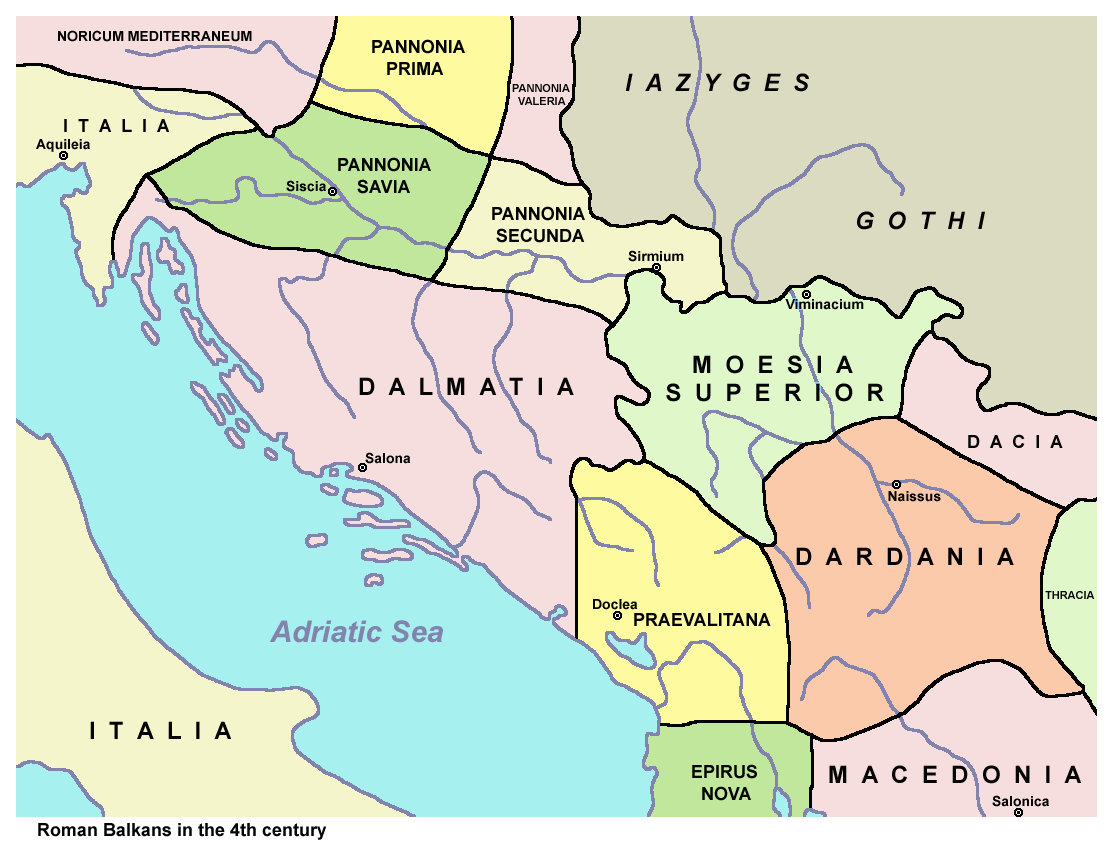

43°58′ пн. ш. 21°08′ сх. д. / 43.96° пн. ш. 21.13° сх. д.
Мезія (лат. Moesia, грец. Μοισία)  — антична область на території теперішньої Болгарії, на південному березі річки Дунай, а також провінція Римської імперії. Вона включала території сучасної Півночі Північної Македонії, півдня Сербії (Верхня Мезія), північ Болгарії, південний схід Румунії, південь Молдови і України (Нижня Мезія).

## Стислі відомості
У стародавніх географічних джерелах Мезія була обмежена на півдні Балканами і Шар-Планиною, на заході річкою Дрина, на півночі Дунаєм і на сході Чорним морем. Область була заселена головним чином фракійцями (гети, мези, бєссі та ін.), даками та іллірійцями.
Область отримала свою назву від народності мези, які проживали там до римського завоювання у 29 році до н.е. Офіційно стала римською провінцією у 6 році.
У 46 році до Мезії було приєднано Добруджу.
Мезія була реорганізована імператором Доміціаном в 87 році на дві провінції: Moesia Superior — Верхня Мезія, (до Дунаю) і Moesia Inferior — Нижня Мезія, (від гирла річки Дунай, а потім вгору за течією).
Під час адміністративних реформ імператора Діоклетіана (284—305 рр.) обидві провінції в Мезії були реорганізовані. Moesia Superior була розділена на дві північні частини, що утворювали провінцію Moesia Prima, включаючи міста Вімінаціум і Сінгідун, а південна частина була організована як нова провінція Дарданія з містами Скупі і Ульпіана. Водночас Moesia Inferior була поділена на Moesia Secunda і Scythia Minor. Головні міста Moesia Secunda включали Marcianopolis (Девня), Odessus (Варна), Nicopolis (Нікопол), Abrittus (Разград), Durostorum (Сілістра), Transmarisca (Тутракан), Sexaginta Prista (Русе) і Novae (Свіштов), усі в Болгарії.
Сучасне значення Мезії поширюється тільки на землі між Дунаєм, Балканами та Чорним морем. Більша частина її території знаходиться в межах Республіки Болгарії і Середньої та Північної Добруджі в Румунії. Назва не має ніякого політичного або адміністративного значення і використовується лише в історичному сенсі.
Дискусійним до сьогодні є питання щодо утворення провінції Мезії. Ряд вчених називає 29 — 28 рр. до н. е., коли македонська армія Красса розгромила мезів, бастарнів і гетів. Також у хронології цієї події зустрічаються ще дві дати: 6 р. н. е. (свідчення Діона Кассія про Цецину Сєвєра) і 15 р. н. е. (дані Корнелія Тацита про події, коли за Помпеєм Сабіном була збережена провінція Мезія з доповненням ще Ахайї та Македонії С.80-111. О. Г. Бандровський вважає вірним підхід С.Саприкіна, який датує утворення провінції Мезія 15 р. н. е., а свідчення Діона Кассія інтерпретує як вказівку на те, що під час початку паннонсько — далматського повстання в 6 р. н. е. Мезія вже перебувала під управлінням римського військового командуванняС.86. Близько 12 р. н. е. гети напали на місто Егіс біля Істру. У приморські міста послано Весталіса, що відзначився в битві за Егіс. Це зроблено в ході підготовки до включення їх у римську провінцію, здійснене через три роки. Таким чином, 15 р. н. е. є роком утворення окремої провінції Мезія.

### Керівництво
- пропретор Гай Поппей Сабін (11-35)
- Авл Дідій Галл (44-45 ?)
- Марк Корнелій Нігрін Куріацій Матерн (86-89)
- Секст Октавій Фронтон (91-92 — 93)
- Гней Емілій Цикатрікула Помпей Лонгін (93-96)
- Маній Лаберій Максим (100—102)
- Квінт Фабій Постумін (102—103)
- Авл Цецилій Фаустін (103—105)
- Луцій Фабій Юст (105—108)
- Нижня Мезія — Публій Кальпурній Макр Кавлій Руф (110—113)
- Нижня Мезія — Квінт Помпей Фалькон (117—118)
- Нижня Мезія — Гай Уммідій Квадрат Серторій Север (118—119 — 124)
- Верхня Мезія — Гай Юлій Галл (126 — ?)
- Нижня Мезія — Гай Бруттій Презент Луцій Фульвій Рустік (124—128)
- Нижня Мезія — Гней Фавстін Секст Юлій Север (128—131)
- Нижня Мезія — Секст Юлій Майор (131—135)
- Нижня Мезія — Марк Антоній Гібер (136—139)
- Нижня Мезія — Луцій Мініцій Натал Квадроній Вер (141—142 — 144—145)
- Нижня Мезія — Гай Прастіна Мессалін (148—151)
- Верхня Мезія — Публій Мумій Сісенна Рутіліан (149—152)
- Нижня Мезія — Публій Мумій Сісенна Рутіліан (149—151 — 152)
- Верхня Мезія — Квінт Фуфілій Корнут (151—152 — 153—154)
- Нижня Мезія — Квінт Егрілій Пларіан (152—155)
- Верхня Мезія — Тіт Помпоній Прокул Вітразій Полліон (156—159)
- Нижня Мезія — Гай Куртій Юст (157—159)
- Нижня Мезія — Марк Стацій Пріск Ліциній Італік (161)
- Нижня Мезія — Марк Сервілій Фабіан Максим (162—166)
- Нижня Мезія — Марк Клавдій Фронтон (168—169)
- Нижня Мезія — Марк Макріній Авіт Катоній Віндекс (172—175)
- Верхня Мезія — Марк Макріній Авіт Катоній Віндекс (175—176)
- Верхня Мезія — Пертінакс (176—177)
- Нижня Мезія — Пертінакс (177—178)
- Нижня Мезія — Гета (193)
- Верхня Мезія — Полленій Ауспекс (193—194)
- Нижня Мезія — Гай Овіній Тертулл (198—201)
- Верхня Мезія — Квінт Аніцій Фауст (202—205)
- Нижня Мезія — Луцій Аврелій Галл (201—202 — 204—205)
- Нижня Мезія — Луцій Юлій Фаустиніан (207? — 210)
- Верхня Мезія — Луцій Марій Перпетв (211-214)
- Нижня Мезія — Юлій Антоній Селевк (220—221)
- Нижня Мезія — Тіберій Юлій Фест (227 — 228—229)
- Нижня Мезія — Квінт Аніцій Фауст Паулін (229—230 — 231—232)
- Нижня Мезія — Децій (232—235)
- Нижня Мезія — Луцій Флавій Гонорат Луциліан (236-238)
- Нижня Мезія — Тулл Менофіл (238)
- Верхня Мезія — Луцій Катій Целер (242)
- Нижня Мезія — Пакаціан (247—248)
- Нижня Мезія — Децій (248)
- Верхня і Нижня Мезія — Требоніан Галл (250-251)
- Нижня Мезія — Вітеній Ювеніс (256—257)
- Нижня Мезія — Інгенуй (257—258)
- Нижня Мезія — Марк Аврелій Себастіан (272—275)